# 青森市立女鹿沢小学校
青森市立女鹿沢小学校（あおもりしりつ めがさわしょうがっこう）は、青森県青森市浪岡（旧南津軽郡浪岡町）大字下十川にある公立小学校。

## 沿革
- 1876年（明治9年）11月7日 - 女鹿沢村の海老名久右衛門宅を教場とし、女鹿沢小学として発足。
- 1887年（明治20年） - 女鹿沢尋常小学校と改称。
- 1888年（明治21年）6月 - 女鹿沢字種本30番地の旧郷蔵を改築し、校舎とする。
- 1896年（明治29年）8月 - 女鹿沢字西花岡74番地に校舎移転。
- 1923年（大正12年）12月 - 女鹿沢字東富田100番地に校舎新築移転。
- 1941年（昭和16年）4月1日 - 国民学校令により、女鹿沢国民学校と改称。
- 1947年（昭和22年）4月1日 - 学校教育法施行(学制改革)により、女鹿沢村立女鹿沢小学校と改称。同日、女鹿沢中学校を併設し、高等科生を中学校に移籍。
- 1953年（昭和28年）12月18日 - 女鹿沢中学校独立校舎新築分離。
- 1962年（昭和37年）4月1日 - 成業小学校を併合。
- 1954年（昭和29年）12月15日 - 女鹿沢村が浪岡町に合併された為、浪岡町立女鹿沢小学校と改称。
- 1963年（昭和38年）
  - 2月 - 下十川字扇田19番地に新校舎着工。
  - 12月25日 - 新校舎竣工。
- 1964年（昭和39年）
  - 1月24日 - 新校舎へ移転。
  - 4月1日 - 野沢小学校の銀（しろがね）学区を編入。
- 1965年（昭和40年）4月15日 - 国立岩木診療所内に岩木学級開設。
- 2000年（平成12年）3月 - 下十川字扇田19番2号（現在地）に新校舎着工。
- 2002年（平成14年）11月15日 - 新校舎落成記念式典を挙行。
- 2005年（平成17年）4月1日 - 浪岡町が青森市に合併された為、青森市立女鹿沢小学校と改称。

## 学区
出典
- 女鹿沢（字東花岡の一部、字西花岡、字東種本の一部、字西種本、字東富田、字西富田、字赤茶、字東増田、字西増田、字平野、字野尻、字生田）
- 下十川（字扇田、字村元、字富岡、字宮本、字大沼袋、字白鳥沼）
- 増舘（字若柳、字富岡、字宮元）
- 銀（字杉田、字前田、字稲田）

## 進学先中学校
- 青森市立浪岡中学校

## 周辺
- 青森県道285号浪岡藤崎線（旧国道7号）
- 国道7号浪岡バイパス

## アクセス
- 弘南バス黒石青森線で、「銀入口」停留所下車後、徒歩約180m・約3分。

## 参考資料
- 『浪岡町史 第四巻』（浪岡町・2004年12月15日発行）「第Ⅶ部 21世紀を迎えて・第4章 ゆたかな教育」の557頁～558頁「第一節 社会教育・二 現在の小学校・女鹿沢小学校」。
- 『青森県教育史 別巻』（青森県教育委員会・1973年12月20日発行）787頁「学校沿革 小学校 女鹿沢小学校」。